# 日本原燃
日本原燃株式会社（にほんげんねん、Japan Nuclear Fuel Limited, JNFL）は、核燃料サイクルの商業利用を目的に設立された日本の企業である。通称は原燃。
非上場企業ではあるが、1997年（平成9年）から2023年（令和5年）現在まで、会長と社長の多くが東京電力の出身である。

## 概要
旧動燃人形峠事業所のウラン濃縮と東海事業所の再処理の両パイロットプラントの実績を元に、商業利用を目的とした大型プラントの操業主体として、電気事業連合会（電事連）所属各社（沖縄電力を除く）と日本原子力発電の出資により、1980年（昭和55年）に日本原燃サービス株式会社として設立された。その後、1992年（平成4年）に日本原燃産業株式会社と合併し、現社名となった。
当初は青森市に本社を置いたが、現本店は工場に隣接した青森県上北郡六ヶ所村にある。青森県に本店を置く最大の企業であり、資本金で比較すれば、資本金4000億円は2位のみちのく銀行の11.7倍である。2024年度末の総資産は3兆4394億4100万円である。
代表取締役社長は東京電力ホールディングス前執行役副社長の増田尚宏、各電力会社や原子力関連法人、日立、三菱重工、東芝などから14人の取締役をむかえている。従業員数（就業員数）は2024年度末で3,101人。

## 事業の内容
- ウラン濃縮事業
電力会社が保有する転換ウランの濃縮役務を受託し、濃縮ウランを製造する事業。
製品は再転換工場へ出荷される。ウラン濃縮工場では第一期工事分RE-1、第二期工事分RE-2の二つの遠心分離式濃縮ラインが稼動中である。

- 廃棄物埋設事業
全国の原子力発電所から出る低レベル放射性廃棄物の埋設処分を行う事業。
濃縮工場に隣接する土地において、巨大なコンクリート製プールである1号埋設設備、及び2号埋設設備（各四万立方メートル）からなる低レベル放射性廃棄物埋設センター[4]が操業中であり、3号埋設設備が建設中である。

- 廃棄物管理事業
高レベル放射性廃棄物のガラス固化体の中間貯蔵を行う事業。
日本の原子力発電所で発生した使用済み核燃料をイギリス（BNFL）とフランス（COGEMA）で再処理した時に発生したガラス固化体が、逐次日本に返還されてきている。これら返還固化体は、六ヶ所高レベル放射性廃棄物貯蔵管理センター[5]にて、貯蔵ピットで保管されている。
固化体は崩壊熱によって常時高温であるため外気による自然対流によって冷却され、排出される外気は放射線モニタリングされている。40〜50年くらい経って発熱量が少なくなってから、最終的に地下300 m以上の地層に埋設処分する計画である（地層処分参照）。ただし、その最終処分場の建設場所はまだ決まっていない。

- 再処理事業
全国の原子力発電所から出る使用済み核燃料の再処理役務を事業主体である使用済燃料再処理機構から受託し、ウランとプルトニウム、高レベル放射性廃棄物に分離する事業。
ウランの一部は濃縮工場で再度濃縮され、残りのウランとプルトニウムの混合物は混合酸化物燃料（MOX燃料）製造事業に送られ、高レベル放射性廃棄物は廃棄物管理事業に送られる。
2008年（平成20年）1月現在では、フランスのSGN社（現・AREVA）とイギリスのBNFL社の技術導入による800トンU/年の処理能力を持つ最初のプラントが完工し、アクティブ試験（実際に使用済み核燃料の再処理をしながらの施設の試験）を行っている。詳細は六ヶ所再処理工場を参照のこと。

- 混合酸化物燃料製造事業
ウランとプルトニウムのMOX燃料を製造する事業。2010年（平成22年）10月、工場建設工事に着工。

- 輸送事業
転換ウラン（48Yシリンダー）、濃縮ウラン（30Bシリンダー）、使用済み燃料集合体と高レベル放射性廃棄物（キャスク）、低レベル放射性廃棄物の輸送計画の立案、関係省庁への承認手続き、輸送の監視などを行う事業である。実際の運送は原燃輸送株式会社に委託している。

| 事業年度 | ウラン濃縮 事業 | 廃棄物埋設 事業 | 廃棄物管理 事業 | 再処理 事業 | 合計     | 前年同期比 | 純利益   |
| -------- | --------------- | --------------- | --------------- | ----------- | -------- | ---------- | -------- |
| 2005年度 | 352億円         | 75億円          | 105億円         | 530億円     | 1061億円 | 165.2%     | 4800万円 |
| 2006年度 | 259億円         | 72億円          | 104億円         | 2746億円    | 3181億円 | 299.8%     | 191億円  |
| 2007年度 | 68億円          | 65億円          | 103億円         | 2668億円    | 2904億円 | 91.3%      | -23億円  |
| 2008年度 | 142億円         | 78億円          | 98億円          | 2736億円    | 3054億円 | 105.2%     | 45億円   |
| 2009年度 | 51億円          | 72億円          | 103億円         | 2629億円    | 2855億円 | 93.5%      | -61億円  |
| 2010年度 | 108億円         | 76億円          | 99億円          | 2799億円    | 3082億円 | 107.9%     | 4億円    |
| 2011年度 | 92億円          | 70億円          | 114億円         | 2741億円    | 3017億円 | 97.9%      | 27億円   |

## 各施設
- ウラン濃縮工場 - 1988年10月着工、1992年3月操業開始[7]。建設費は約2500億円[8]。
- 低レベル放射性廃棄物埋設センター - 1990年11月着工、1992年12月操業開始。建設費は約1600億円[注釈 2]。
- 高レベル放射性廃棄物貯蔵管理センター - 1992年5月着工、1995年4月操業開始。建設費は800億円[注釈 3]。
- 再処理工場 - 1993年4月着工、操業予定は18回目の延期で2012年10月と発表されているが、延期される見通しである[9]。建設費は約2兆1930億円。
- MOX燃料工場 - 2010年10月着工、2016年操業予定[10]。建設費は約1900億円であったが、竣工時期は2019年上期に先送りされている[11]。

その他六ヶ所村に本店（本社）、ウラン濃縮技術開発センター、再処理技術開発研究所があり、六ヶ所村以外では青森地域共生本部（青森市）、東京支社（東京都千代田区）がある。

## 歴代の経営者
- 野澤清志 - 社長在任：1992年～1996年
- 竹内哲夫 - 社長在任：1996年～2001年
- 佐々木正 - 社長在任：2001年～2004年
- 兒島伊佐美 - 社長在任：2004年～2009年
- 川井吉彦 - 社長在任：2009年～2014年
- 工藤健二 - 社長在任：2014年～2018年
- 増田尚宏 - 社長在任：2019年～現任

## 不祥事・諸問題
- 2017年1月30日、青森県六ケ所村の再処理工場で起きた安全管理規定違反について、誤った社内報告をまとめたとして、品質保証部門の責任者である石原準一副社長（当時）を常務執行役員に降格させると発表し、工藤健二社長や石原を含む役員11人を減給処分にした[12]。
- 2018年11月27日、六ケ所村の再処理工場で、使用済み燃料プールの放射性物質を含む水約20リットルが漏れたと発表した[13]。
- 2022年12月15日、六ヶ所村の再処理工場で作業員の事故が相次ぎ、日本原燃は全工事を中止し、作業の点検を行う事態となった[14]。

## その他
- 2010年3月から流れている「げんねんレディースモニター」募集のスポットCMで流れているBGMは、青森放送でアナログテレビ放送のオープニング局名告知（90年代半ばからアナログ放送終了まで使用）で流れていたものと同じである。
- 日本原燃は、その他「スパハウスろっかぽっか」、「六ヶ所原燃PRセンター」も運営している。青森市には「日本原燃サイクル情報センター」[注釈 4]もある。